# Єлл (округ, Арканзас)
Шаблон:StateAbbr_ 34°59′54″ пн. ш. 93°27′09″ зх. д. / 34.998333333333° пн. ш. 93.4525° зх. д.
Округ Єлл (англ. Yell County) — округ (графство) у штаті Арканзас, США. Ідентифікатор округу 05149.

## Історія
Округ утворений 1840 року.

## Демографія
За даними перепису
2000 року
загальне населення округу становило 21139 осіб, зокрема міського населення було 3891, а сільського — 17248.
Серед мешканців округу чоловіків було 10545, а жінок — 10594. В окрузі було 7922 домогосподарства, 5816 родин, які мешкали в 9157 будинках.
Середній розмір родини становив 3,04.
Віковий розподіл населення поданий у таблиці:
| Стать    | До 15 років | 15-21 | 22-29 | 30-39 | 40-49 | 50-65 | 65-85 | Понад 85 |
| -------- | ----------- | ----- | ----- | ----- | ----- | ----- | ----- | -------- |
| Чоловіки | 2343        | 1109  | 1183  | 1535  | 1446  | 1625  | 1167  | 137      |
| Жінки    | 2152        | 937   | 1086  | 1437  | 1415  | 1693  | 1598  | 276      |

## Суміжні округи
- Поуп — північ
- Конвей — північний схід
- Перрі — схід
- Гарленд — південний схід
- Монтгомері — південь
- Скотт — захід
- Логан — північний захід

## Виноски
1. ↑  U.S. Decennial Census. United States Census Bureau. Архів оригіналу за 19 липня 2018. Процитовано 27 серпня 2015.
2. ↑  Historical Census Browser. University of Virginia Library. Архів оригіналу за 26 грудня 2013. Процитовано 27 серпня 2015.
3. ↑  Forstall, Richard L., ред. (27 березня 1995). Population of Counties by Decennial Census: 1900 to 1990. United States Census Bureau. Архів оригіналу за 24 вересня 2015. Процитовано 27 серпня 2015.
4. ↑  Census 2000 PHC-T-4. Ranking Tables for Counties: 1990 and 2000 (PDF). United States Census Bureau. 2 квітня 2001. Архів оригіналу (PDF) за 18 грудня 2014. Процитовано 27 серпня 2015.
5. ↑  State & County QuickFacts. United States Census Bureau. Архів оригіналу за 23 липня 2011. Процитовано 19 травня 2014. [Архівовано 2011-06-07 у Wayback Machine.](англ.) Наведено за англійською вікіпедією.
6. ↑  American FactFinder. Бюро перепису населення США. Архів оригіналу за 26 лютого 2012. Процитовано 31 січня 2008. [Архівовано 2008-05-21 у Wayback Machine.]

| США | Це незавершена стаття з географії США. Ви можете допомогти проєкту, виправивши або дописавши її. |